# Arhopalus tibetanus
Arhopalus tibetanus là một loài bọ cánh cứng trong họ Cerambycidae.